# 압델 압카르
압델카비르 압카르(아랍어: عبد الكبير عبقار‎, 1999년 3월 10일 ~ )는 모로코의 축구 선수로, 현재 라리가의 헤타페와 모로코 축구 국가대표팀에서 센터백으로 활약하고 있다.

## 구단 경력
세타트 출신으로, 압카르는 2017년 모하메드 6세 축구 아카데미에서 말라가 CF 유소년팀에 합류했다. 그는 2017년 11월 12일, 테르세라 디비시온에서 1-0으로 패한 CD 후에토르 타자르와의 원정 경기에서 선발 출전하며 성인 무대 데뷔 전을 치렀다.
압카르는 2018년 9월 11일, 1군 데뷔 전을 치렀고, 2-1로 패한 UD 알메리아와의 코파 델 레이 안방 경기에서 선발로 출전했다. 이 경기는 그가 1군 무대에 처음 출전한 경기였는데, 그는 계속해서 B의 주전으로 활약했고, 시즌 막판에 강등을 당했기 때문이다.
2020년 7월 22일, 압카르는 세군다 디비시온 B의 또 다른 리저브 팀인 데포르티보 알라베스 B와 계약을 맺었고, 그 다음 5월 6일, 그는 2025년까지 재계약을 체결했다.
압카르는 2021년 11월 30일 알라베스의 주전 선수단에 처음으로 출전해 3-0으로 이긴 우나미 CP와의 국가대항전에서 후반전 내내 활약했다. 그는 2022-23 시즌에 분명히 1군으로 승격되었고, 현재 세군다 디비시온에 있는 클럽에서 첫 시도에 라리가로 복귀하면서 주전 선수가 되었고, 2022년 10월 29일, 그의 첫 프로골은 2-1로 이긴 레알 오비에도와의 안방 경기에서 터졌다.

## 국가대표팀 경력
2023년 3월 13일, 압카르는 왈리드 레그라기 감독에 의해 브라질과 페루와의 친선 경기를 위해 전체 선수단에 소집되었다.
2023년 12월 28일, 압카르는 레그라기 감독에 의해 2023년 아프리카 네이션스컵에 모로코 국가대표팀으로 선발된 27명의 선수 중 한 명이었다.
그는 2024년 3월 22일 앙골라와의 친선 경기에서 데뷔 전을 치렀다.